# دیوید مولر (بازیکن فوتبال، زاده ۱۹۸۴)
دیوید مولر (انگلیسی: David Müller؛ زادهٔ ۲۲ دسامبر ۱۹۸۴) بازیکن فوتبال اهل آلمان است.
از باشگاه‌هایی که در آن بازی کرده‌است می‌توان به باشگاه فوتبال شالکه ۰۴، اشپورت فقاند زیگن، و باشگاه فوتبال وی‌اف‌آر آلن اشاره کرد.